# Rødmende fluesvamp
Rødmende fluesvamp (amanita rubescens) er en af de spiselige svampe blandt fluesvampene. Almindeligt forekommende. Danner mykorrhiza med både løvtræer og nåletræer.

## Kendetegn

### Generelt
De fleste fluesvampe er kendetegnet ved skæl på hatten, ring på stokken og større eller mindre udpræget knold, der er fæstnet i en skede.

### Specielt
Rødmende fluesvamp er en relativt stor svamp, med en hat på ca. 5 – 15 cm. Den skelnes bedst fra de øvrige fluesvampe på det rødmende kød. Et andet godt kendetegn er ringen, som er riflet og nedhængende.

## Spiselighed
En god spisesvamp med en mild, men også en smule anonym smag. Hathuden er sej og bør fjernes før svampen tilberedes. På grund af forvekslingsfare med især Panter – fluesvamp bør den ikke indsamles og tilberedes af ukyndige.

## Forvekslingsmuligheder
Den kan Rødmende fluesvamp kan forveksles med Høj fluesvamp, som er mere grå i nuancerne og som kun har en svag brunen ved stokbasis. Den rødmer ikke i insektgnav som den Rødmende fluesvamp.
Den kan også forveksles med Panter fluesvamp.